# Recordoxylon stenopetalum
Recordoxylon stenopetalum är en ärtväxtart som beskrevs av Adolpho Ducke. Recordoxylon stenopetalum ingår i släktet Recordoxylon och familjen ärtväxter. Inga underarter finns listade i Catalogue of Life.